# Meinungsgade
Meinungsgade er en sidegade på Nørrebro i København, der går fra Nørrebrogade i sydvest til Guldbergsgade i nordøst. Gaden er bebygget med en blanding af nyere og ældre etageejendomme.

## Historie og bebyggelse
Meinungsgade er opkaldt efter kaptajn Conrad Robertus Meinung (1805-1872), der havde en landejendom ved navn Wilhelmines Lyst på stedet. Omkring 1859 anlagde han gaden og begyndte at udstykke grunden. Det var på en tid, hvor man interesserede sig for sundere arbejderboliger, og Meinung opførte dem som noget nyt med en hulmurskonstruktion. Metoden premieredes ved en verdensudstilling i Paris.
Rudolph Koefod havde i forvejen anlagt en fabrik på stedet i 1857. H. Rudolph Koefoed & Co. blev senere fusioneret med en anden maskinfabrik til Koefod & Hauberg. Et andet industriforetagende, Smith & Mygind, senere FLSmidth, blev grundlagt i en tidligere stald mellem Meinungsgade og Møllegade i 1872. Den blev dog erstattet af en maskinfabrik efter få måneder. Koefod & Hauberg flyttede til Tagensvej efter at være blevet fusioneret med Marstrand, Helweg & Co. til Titan A/S i 1897. Fabrikken i Meinungsgade blev så udlejet til A/S Kjøbenhavns Cykelfabrik.
Meinungsgade 17a-b, en grundmuret ejendom med tegl i mønstermuring, opførtes for Smedemesterforeningen i 1883 for at skaffe betalelige boliger til dårligt stillede smedemestre. På facaden ses et portrætrelief i bronze af foreningens formand ankersmedemester A.W. Holm. De to lange lave huse ved siden af i nr. 19 og 21 er fra 1868.
Indtil 1894 lå Anstalten for svagt begavede døvstumme i Meinungsgade.